# Fraggele
Fraggele war ein Tiroler Maß und bezeichnete den achten Teil eines Volumen- und Flüssigkeitsmaßes.
Die Maßkette war 
- 1 Maß (Tiroler) = 4 Vierling = 8 Fraggele = 40,878 Pariser Kubikzoll = 0,8108 Liter
- 1 Faggele = 0,1014 Liter